# Arroyo Sarandí (Arroyo Yacuy, Artigas)
Der Arroyo Sarandí ist ein Fluss in Uruguay.
Er entspringt auf dem Gebiet des Departamento Artigas einige Kilometer südöstlich von Colonia Palma. Von dort fließt er in südwestliche Richtung und mündet schließlich östlich des Nordteils der Stadt Belén an der Grenze zum Nachbardepartamento Salto als rechtsseitiger Nebenfluss in den Arroyo Yacuy.